# 王怀嫔
王懷嬪（？—1556年），名失考，明朝明世宗朱厚熜之嬪。

## 生平
王氏的入宮時間與年齡均無考。王氏生前為未封宮嬪，嘉靖三十五年（1556年）二月二十日，「未封宮嬪王氏」卒，追封為懷嬪，「喪葬如妃禮」。根據《太常續考》的記載，王懷嬪與耿平妃、吳定妃、李順妃、王懷妃、張安妃、黃御嬪、趙宛嬪、馬常嬪於金山合葬同一墓，葬地位於西山紅石口。